# Astrobotanique

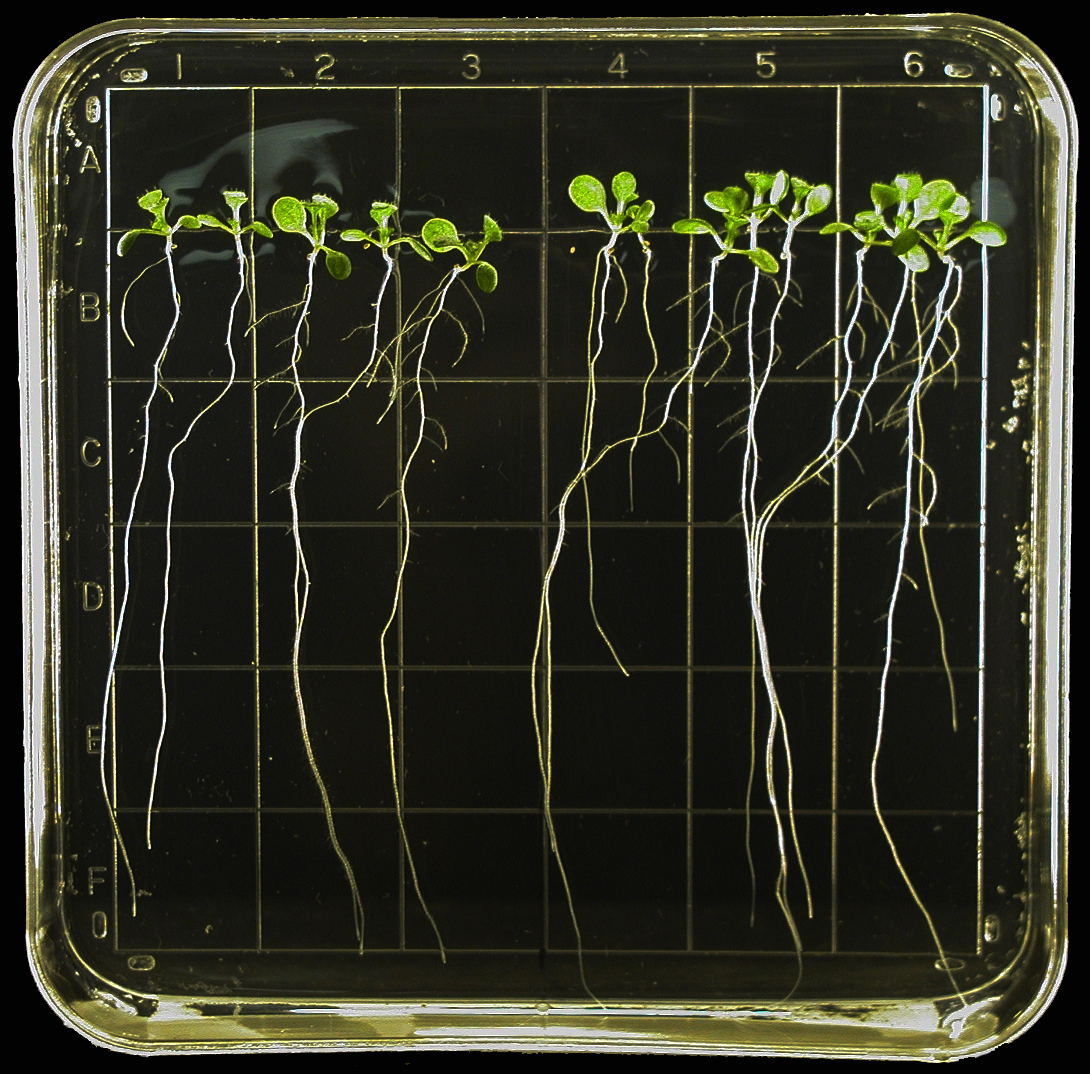
Arabette des dames qui pousse dans du gel transparent pour permettre l'étude de sa croissance.

L'astrobotanique est une sous-branche à la fois de la botanique et de l'astrobiologie, qui étudie les environnements et l'utilisation des plantes dans l'espace.
Le terme a été inventé en 1945 par l'astronome biélorusse Gavriil Adrianovich Tikhov qui en est un des pionniers,. Il réalisait des analyses spectrales pour détecter la présence de végétation extraterrestre. Plus tard on s'intéresse plutôt à la recherche des trace de bactéries ou aux méthodes de culture dans l'espace.
Depuis les années 1960, l’astrobotanique est un sujet d'étude de la NASA. Les plantes peuvent être cultivées dans l'espace extra-atmosphérique, généralement dans un environnement contrôlé en apesanteur mais sous pression dans des jardins spatiaux spécifiques. Dans le cadre des vols habités dans l'espace, ces plantes peuvent être consommées comme nourriture et améliorer la qualité de l'air. Les plantes peuvent métaboliser le dioxyde de carbone dans l'air pour produire de l'oxygène et peuvent aider à contrôler l'humidité de la cabine. La culture de plantes dans l'espace peut offrir des bénéfices psychologiques aux équipages de vols habités.
L' Agence spatiale européenne mène le projet de recherche MELiSSA (Micro-Ecological Life Support System Alternative) depuis plus de trente ans pour le recyclage de l'air, de l'eau, le traitement des déchets et la production de nourriture avec des organismes vivants.

Le terme astrobotanique désigne aussi les doctrines antiques et médiévales où botanique et astrologie sont reliées dans une cosmologie philosophique ou religieuse.

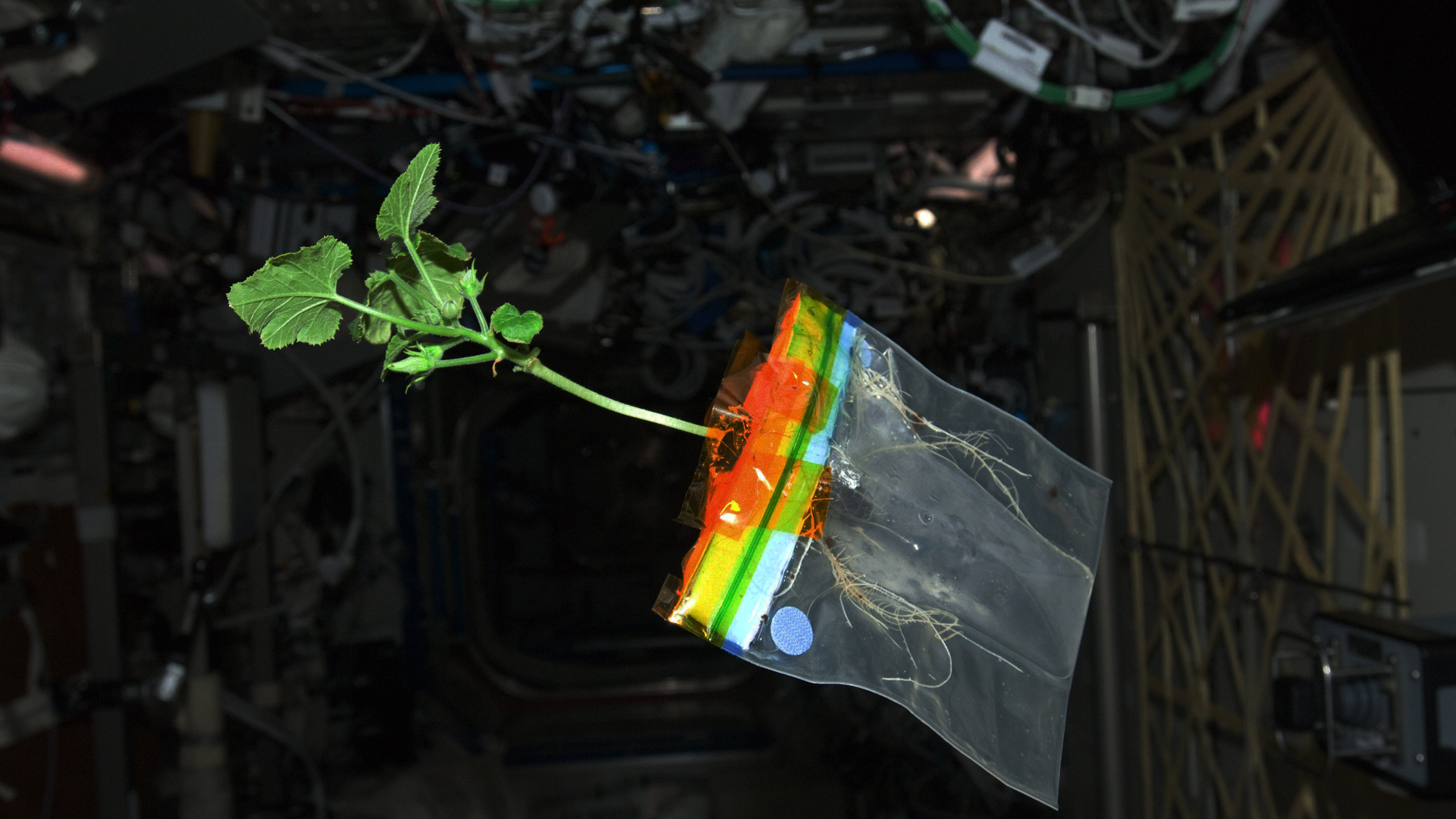
Plante de courgette dans le laboratoire spatial "Destiny".